# Fairwater
Fairwater és una població dels Estats Units a l'estat de Wisconsin. Segons el cens del 2000 tenia 350 habitants.

## Demografia
Segons el cens del 2000, Fairwater tenia 350 habitants, 139 habitatges, i 104 famílies. La densitat de població era de 182,6 habitants per km².
Dels 139 habitatges en un 33,1% hi vivien nens de menys de 18 anys, en un 67,6% hi vivien parelles casades, en un 7,2% dones solteres, i en un 24,5% no eren unitats familiars. En el 21,6% dels habitatges hi vivien persones soles el 10,1% de les quals corresponia a persones de 65 anys o més que vivien soles. El nombre mitjà de persones vivint en cada habitatge era de 2,52 i el nombre mitjà de persones que vivien en cada família era de 2,94.
Per edats la població es repartia de la següent manera: un 24% tenia menys de 18 anys, un 7,7% entre 18 i 24, un 31,4% entre 25 i 44, un 21,1% de 45 a 60 i un 15,7% 65 anys o més.
L'edat mediana era de 38 anys. Per cada 100 dones de 18 o més anys hi havia 98,5 homes.
La renda mediana per habitatge era de 42.292 $ i la renda mediana per família de 51.250 $. Els homes tenien una renda mediana de 36.875 $ mentre que les dones 23.125 $. La renda per capita de la població era de 19.281 $. Aproximadament el 3,7% de les famílies i el 3,6% de la població estaven per davall del llindar de pobresa.

## Poblacions properes
El següent diagrama mostra les poblacions més properes.